# 薩伊夫
薩伊夫（Saifi），是印度北方邦的穆斯林群體，同時生活在巴基斯坦，斯里蘭卡和尼泊爾。
他們多數信仰伊斯蘭教蘇非派的納格什班迪教團中的印度分支。

## 歷史與起源
薩伊夫的傳統職業是木匠與鐵匠，他們的名稱來自阿拉伯語解作劍。與其他北印度穆斯林職業種姓一樣，聲稱祖先在德里蘇丹國時從阿拉伯來到印度。
他們說烏爾都語與印地語方言。

## 現況
他們是蘇非派穆斯林。
他們是無地社團，主要工作是木匠，涉及木雕和木版畫。許多人現代職業是技工和賣家具。
他們有自己的長老委員會處理內部事務，表姐和表弟的婚姻盛行。